# Villafranca Tirrena
Villafranca Tirrena – miejscowość i gmina we Włoszech, w regionie Sycylia, w prowincji Mesyna.
Według danych na rok 2004 gminę zamieszkiwało 8048 osób, 574,9 os./km².